# Qasba de Marràqueix
La Qasba de Marràqueix (amazic estàndard marroquí: ⵜⴰⵎⵓⵔⴰⴽⵓⵛⵜ, tamurakuct; àrab: قصبة مراكش, Qaṣbat Marrākux) és un gran barri emmurallat situat a la part sud de la medina de Marràqueix, al Marroc, que històricament fou la ciutadella (qasba, alcassaba) i el palau reial de la ciutat. Una gran part del districte continua ocupat pel Palau Reial oficial, el Dar al-Majzén, residència al rei del Marroc quan visita la ciutat. La resta del districte, la formen barris i monuments. La va fundar el Califat almohade a la fi del segle xii, i la major part de la construcció es feu sota el califa Abu-Yússuf Yaqub al-Mansur (1184-1199). Dues de les construccions més importants que es conserven ara, la Mesquita de la Qasba  i la porta principal de Bab Agnaou, daten del regnat d'al-Mansur.
El conjunt palatí fou abandonat després de la caiguda dels almohades. La qasba, però, la va restaurar la dinastia sadita al segle xvi, durant l'època dels sultans Abd-Al·lah al-Ghàlib i Àhmad al-Mansur, que hi van crear nous palaus i jardins. D'aquesta època daten les tombes sadites i les ruïnes del Palau El Badi. Abd-Al·lah al-Ghàlib també va crear una jueria, el Mellah, adossat al flanc oriental de la qasba. Després d'un període d'abandó i pillatge, el soldà Mulay Muhammad III de la dinastia alauita va reconstruir-ne els palaus, i va donar al Palau Reial (Dar al-Majzén) i als seus voltants gran part de la forma actual.

## Història

### Laqasbaalmohade

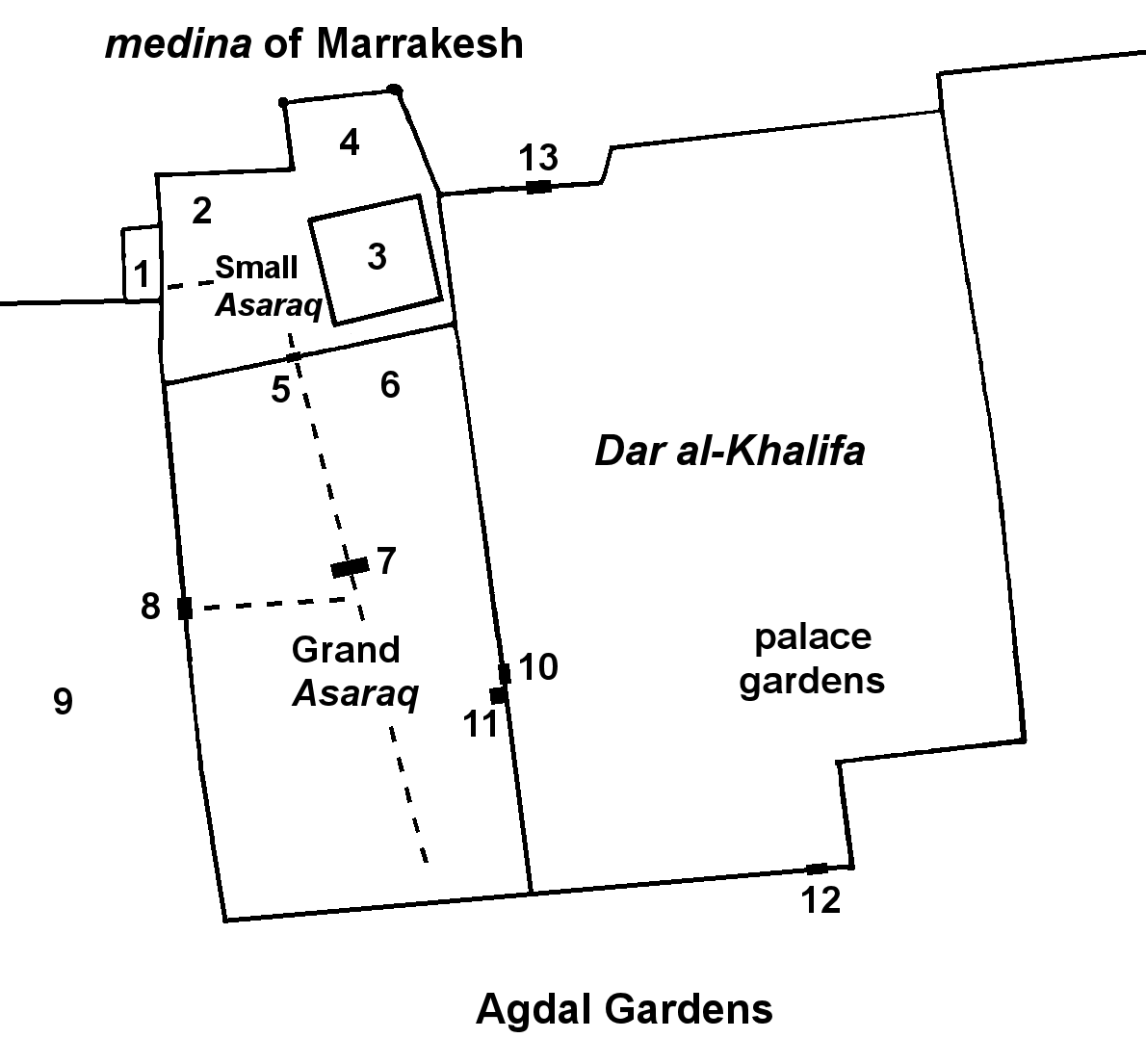
Reconstrucció aproximada de la qasba almohade original: 1) Bab Agnaou, 2) Qaysariya (mercat), 3) Mesquita de la Qasba, 4) Annexos de la mesquita, 5) Bab at-Tubul, 6) magatzems, 7) Bab as-Saqa'if, 8) Bab as-Sadat, 9) Cementeri dels Nobles, 10) Bab ar-Riyad, 11) Qubbat al-Jilafa, 12) Bab al-Bustan, 13) Bab al-Qarraqin

La primera ciutadella i residència reial de Marràqueix fou la fortalesa i residència coneguda com Ksar el-Hajjar, construïda pel dirigent almoràvit Abu Bakr ibn Úmar al-Lamtuní quan fundà la ciutat el 1070. Aquesta fortalesa era al nord de l'actual Mesquita Kutubia. El posterior emir almoràvit Alí ibn Yússuf (que governà el 1106-1143) va adossar-ne un palau al sud, al lloc de l'actual mesquita. S'han excavat aquestes estructures almoràvits, i ara es poden veure les restes d'una porta de pedra anomenada Bab 'Ali, pertanyent al Palau d'Alí, al costat de les ruïnes de la primera Mesquita Kutubia.  :55  La Mesquita de la Qasba (més tard Mesquita de Lalla Aouda) també fou construïda el 1276.

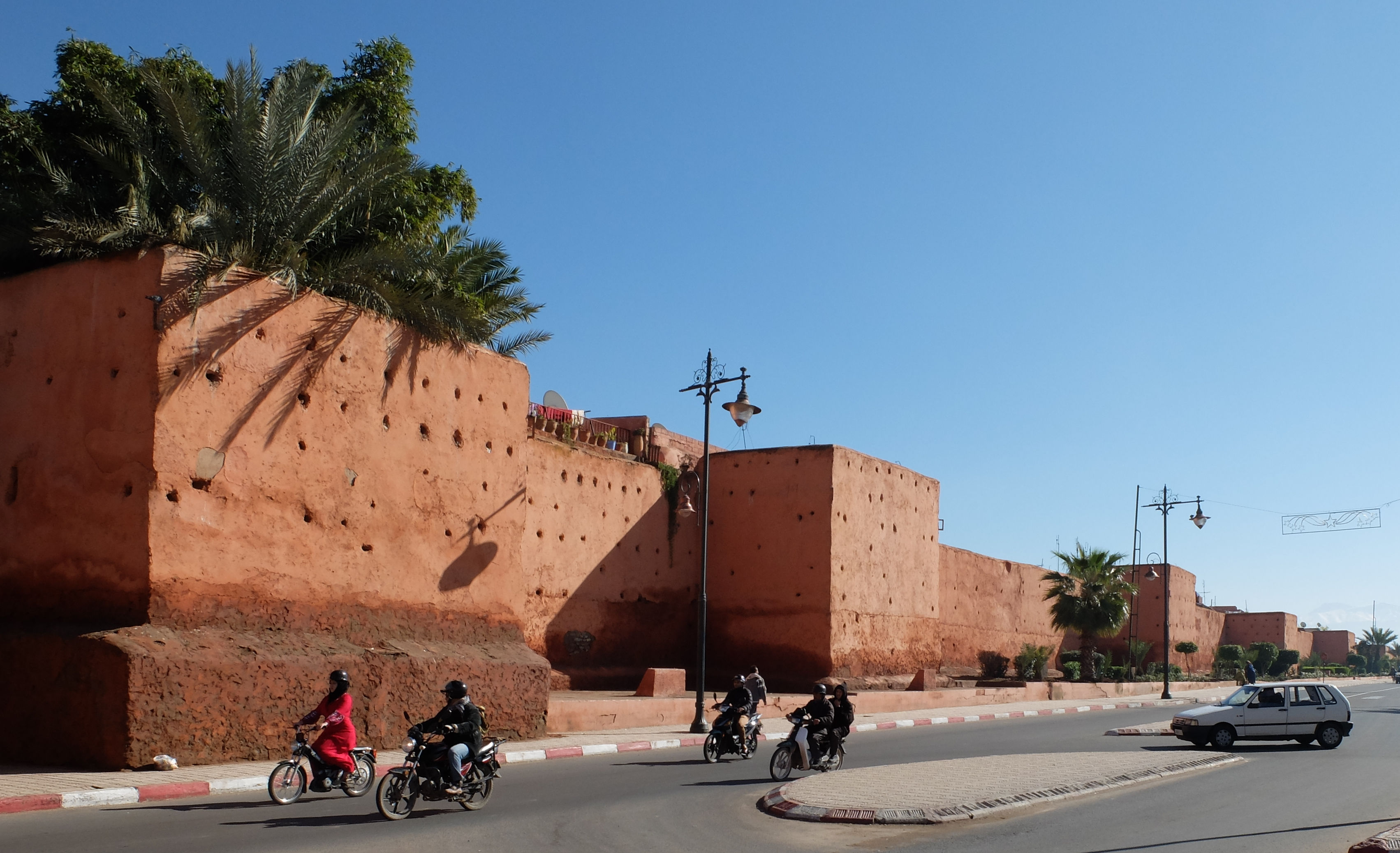
Els murs exteriors de la qasba

Quan el califa almohade Abd al-Mumin conquistà Marràqueix el 1147, va destruir molts monuments almoràvits (especialment mesquites). Tanmateix, els nous governants almohades empraren durant un temps el Ksar el-Hayyar i el Palau d'Ali ibn Yússuf com a residència oficial. Segons Ibn Idhari, el 1183 el governant almohade Abu-Yaqub Yússuf va ordenar la construcció d'un nou barri després de les queixes de superpoblació en la ciutat vella.  :321, 343 :321, 343  El projecte se li encarregà al seu fill Abu-Yússuf Yaqub al-Mansur, i com Abu Yaqub Yússuf va morir poc després, el 1184, fou ell qui en feu la major part de la construcció durant el seu regnat posterior (1184-1199).  :321  Alguns estudiosos, però, atribueixen la fundació de l'alcassaba per complet a Yaqub al-Mansur el 1185 i calculen que es va acabar cap al 1190. Gaston Deverdun opina que l'ampliació ordenada per Abu Yaqub Yússuf el 1183 correspon a la més modesta addició d'un nou barri al cantó sud-oest de la ciutat vella, a Bab ash-Shari'a, on s'alça l'actual tomba d'Al-Suhayli. I dona l'any 1185 com a inici de la construcció de la qasba i el 1190 com a data aproximada de la finalització; i atribueix la decisió de crear la qasba enterament a Abu-Yússuf Yaqub al-Mansur. Aquesta cronologia la repeteixen alguns autors, com ara Hamid Triki, Quentin Wilbaux i Xavier Salmon. Aquest ambiciós projecte de construcció creà un nou i vast districte reial adossat a la part sud de la ciutat. La nova ciutadella i extensió de la ciutat era coneguda en les fonts històriques com la qasba (o qasaba), així com Tamurakusht i as-Saliḥa. Es va construir sobre un jardí almoràvit anomenat "As-Saliḥa". D'aquest jardí només resta la part oriental, que ha estat substituïda per l'actual <i>Mellah</i>. :195  La construcció de la qasba va estar motivada també pel desig del califa almohade de seguir l'exemple d'altres poderosos governants islàmics que havien construït ciutats palau separades des de les quals governaven, com la construcció pel Califat de Còrdova (Umayyad) de Madinat al-Zahra, a prop de Còrdova, o la construcció pel Califat abbàssida de Samarra a l'Iraq. La construcció de la qasba de Marràqueix va començar el 1185 i acabà el 1190, malgrat que els successors d'Al-Mansur van continuar construint-ne més palaus a dins, fins a un total de dotze al final del període almohade.

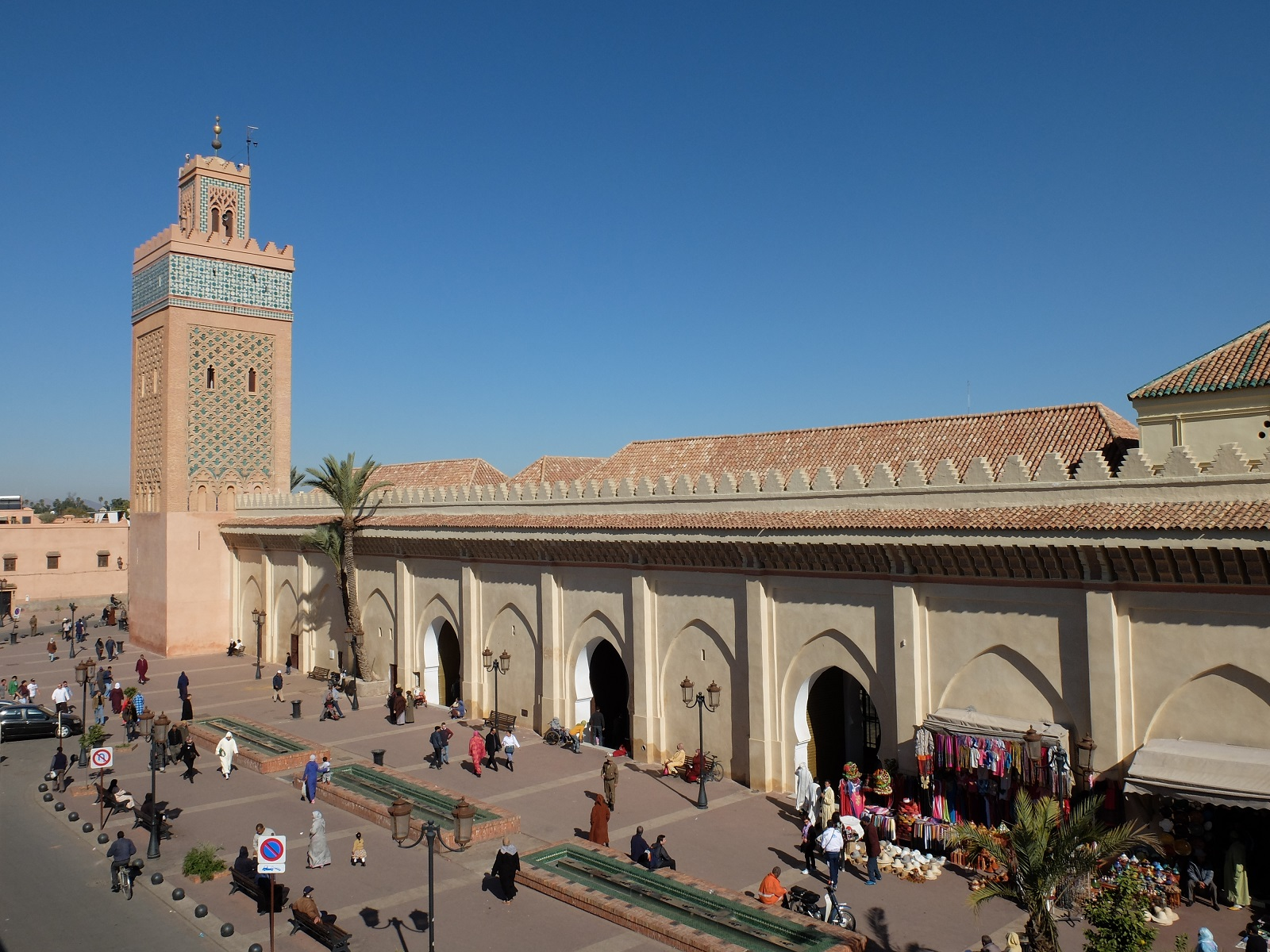
La Mesquita de la

La qasba almohade era un vast districte autònom envoltat de muralles i subdividit per murades interiors. Incloïa el Palau Reial (conegut com a Dor al-Jalifa  o Qasr al-Jilafa), la mesquita aljama (la Mesquita de la Qasba), mercats i qaysariyya (basar),  hammams, magatzems, cavallerisses, cementeris, jardins i places. Al costat de la plaça principal, a prop del palau, hi havia una madrassa, tot i que el més probable és que la madrassa almohade no fos pas el mateix tipus d'institució que les madrasses introduïdes al Marroc amb la dinastia marínida a la fi del segle xiii. S'hi s'impartia educació als fills i parents del governant. :227  L'expansió de la ciutat comportà també la fundació d'un hospital (bimaristan), la ubicació del qual no és pas clara.
La principal entrada pública a la qasba era la Bab Agnaou, una porta situada al cantó nord-oest i a la qual s'accedia des de dins de les muralles. Malgrat algunes modificacions, hui està ben conservada i té una àmplia decoració tallada en pedra. Una altra porta, la Bab as-Sadat, permetia l'entrada directa a la qasba des de fora de les murades, però estava reservada als alts funcionaris i als membres de la dinastia reial. Els almohades també van fer jardins d'esbarjo al voltant de la qasba, com ara Jardins d'Agdal al sud, emmurallats. Una porta anomenada Bab al-Bustan permetia l'accés directe entre el palau del califa i els jardins.
La qasba estava dividida en tres parts per murades interiors que tenien porta pròpia. La secció més gran n'eren els palaus del califa, que ocupaven el costat oriental de la qasba.  :218  La segona divisió era al cantó sud-oest, que contenia els serveis del palau i govern. Cal destacar que aquest districte se centrava en una gran plaça coneguda com l'asaraq. Des d'ací, una porta coneguda com Bab ar-Riyad conduïa als palaus del califa. Al costat d'aquesta porta hi havia un pavelló d'audiències, el Qubbat al-Jilafa, que permetia al califa observar les cerimònies que es feien enfront de la porta.  :221  La tercera secció, d'accés més públic, ocupava 8 ha a l'extrem nord-oest de la qasba i albergava la Mesquita de la Qasba i els seus annexos. Davant la mesquita hi havia una altra plaça pública, també dita asaraq'. Aquesta asaraq nord-oest era més petita que la de la divisió sud-oest de la qasba. Un carrer principal discorria en línia recta de nord a sud i connectava totes dues places. :245  El carrer estava flanquejat per pòrtics i s'hi accedia per dues portes anomenades Bab at-Tubul (al nord) i Bab as-Saqa'if (al sud).:226-227
A part de la mesquita i la porta principal, Bab Agnaou, gairebé cap estructura almohade n'ha sobreviscut intacta. L'actual contorn occidental i meridional de la qasba, incloses les muralles, daten de la construcció almohade; altres moltes muralles i portes, però, s'han modificat després.:214 El carrer principal que discorria entre les dues places asaraq és evident hui, però la plaça asaraq sud ha desaparegut.

### Període sadita
Marràqueix entrà en decadència amb la desaparició del règim almohade. Els successors, la dinastia marínida, van fer de Fes la capital i feren poques construccions importants a Marràqueix. Lleó l'Africà dona testimoniatge de l'estat de decadència en què es troba la qasba durant les primeres dècades del segle xvi. A causa de la manca de fons, la madrassa de l'època almohade només tenia cinc o sis estudiants per a trenta cambres i, sobretot, els emirs hintates que governaven la ciutat de manera quasi independent en aquella època sols ocupaven dos o tres dels onze edificis del palau, mentre que els edificis buits s'empraven com a colomars, galliners i fins i tot abocadors. La ciutat no va ressorgir fins que la dinastia sadita (segle XVI - primeria del segle xvii) va establir Marràqueix com a capital. Els sadites s'instal·laren en l'antiga qasba almohade i van emprendre-hi renovacions i reconstruccions. El sultà Abd-Al·lah al-Ghàlib va construir nous palaus i annexos a la part nord de la qasba i va reparar la Mesquita de la Qasba després dels danys soferts en una explosió de pólvora en la dècada dels 1560 o 1570. Va construir les primeres estructures de les Tombes sadites al costat sud de la mesquita. També traslladà la població jueva a una nova Mellah al costat est del Palau Reial, que va ampliar el contorn oriental de la qasba.
El soldà Àhmad al-Mansur, que va supervisar l'apogeu del poder sadita, va emprendre-hi construccions i renovacions. Edificà els mausoleus més elaborats de les tombes sadites. La construcció més famosa fou un extravagant palau conegut com a Palau El Badi, que es feia servir per a la recepció d'ambaixadors i altres convidats. Fou dissenyat com a aparador del poder i la riquesa d'al-Mansur, fent ús dels materials i la decoració més fastuosos, com ara marbre italià.
Al conjunt palatí sadita d'aquest període s'accedia per un "Gran Mexuar": una gran plaça o pati cerimonial a l'antiga plaça meridional de l'asaraq, al sud de la mesquita de la qasba. La porta principal del Palau Reial estava situada allí i conduïa a un mexuar més petit, que per un llarg passadís donava accés als components del palau. Al costat sud hi havia la majoria d'annexos de servei del palau: cuines, magatzems, tresoreria i estables. Al nord del passadís es trobava el vast palau de recepció (el Palau El Badi), amb les estances privades del soldà i família, els seus banys (hammám'), una mesquita privada i la seca. Més enllà d'aquestes estructures i més a l'est, hi havia una sèrie de jardins d'esbarjo per tot el costat oriental de la qasba. Entre aquests, hi havia el Jardí de Cristall (az-zujaj), el Jardí al-Mustaha ('el desitjat') i el Jardí Qasr o jardí interior.: :256  El Jardí de Cristall, al costat est del Palau El Badi, era per a ús privat dels residents del palau. Sembla que el Jardí del-Mustaha, al sud, estava obert al públic. Incloïa una gran pila d'aigua que s'usava per a banyar-se a l'estiu.: :256  El Jardí Qasr era al costat dels apartaments privats d'Ahmad al-Mansur.: :256  Ahmad al-Mansur també va renovar els vastos Jardins de Agdal al sud de la Qasba.: :256  Les fonts d'aquest període també descriuen una alta torre que s'elevava des del centre dels palaus i era visible des de lluny. Aquesta torre és d'origen incert i va desaparéixer durant l'època alauita, però devia ser una torre d'observació construïda per a gaudi del soldà.

### Període alauita fins a l'actualitat
Després del declivi de la dinastia sadita, la qasba va tornar a patir un greu abandó, ja que la dinastia alauita que la va succeir a penes va utilitzar Marràqueix com a capital. En concret, Mulay Ismail saquejà els palaus sadites cercant materials (com ara marbre) per a usar-los en el seu propi palau i qasba (<i>Qasba</i> de Mulay Ismail) que estava construint a Meknés. El Palau El Badi quedà en ruïnes, tot i que les tombes sadites es van utilitzar com a necròpolis per a alguns membres de la família reial alauita. La principal excepció a aquest abandó fou el regnat de Mulay Muhammad III, que va regir Marràqueix com a governador del seu pare des del 1746 i després la va emprar com a capital oficiosa quan fou soldà entre el 1757 i el 1790.

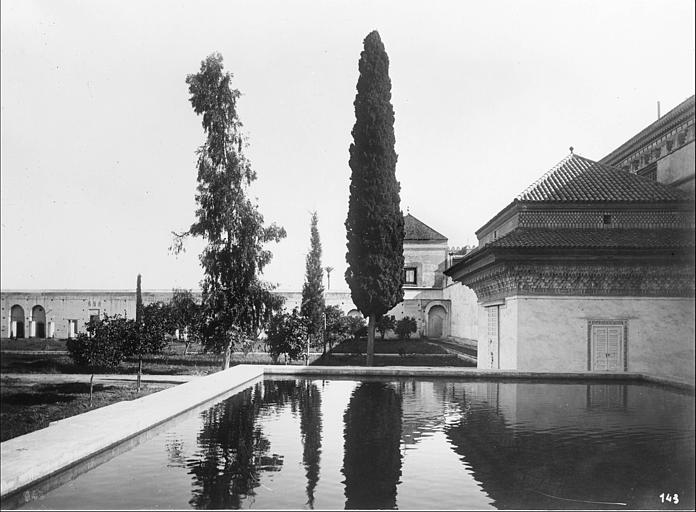
Vista de lArsat an-Nil (el gran jardí central del palau) a principis del

Muhammad III va emprendre moltes renovacions i va construir nous palaus. També aixecà una nova mesquita, la Mesquita Barrima, al perímetre oriental dels palaus. Es va crear una presó estatal dins dels terrenys i annexos de l'antic Palau El Badi, adjacent al nou Palau de Muhammad.  :485  Les actuals estructures i jardins del Palau Reial daten sobretot d'aquest període (almenys quant a la disposició general). Durant aquest procés, Muhamad també amplià la qasba pel costat sud, creant una sèrie de nous mexuars (places emmurallades) com a part de l'aproximació al Palau Reial, l'entrada del qual es va reorientar ara cap al sud. La construcció de la part principal del nou palau de Muhamad començà el 1747, quan encara era virrei del seu pare Abd Al·lah ibn Ismaïl IV. Aquesta construcció contenia el gran jardí Arsat an-Nil i els seus voltants. Segons l'historiador Gaston Deverdun, les seccions del palau situades al nord d'aquest jardí es devien acabar al 1753-1754, però es van reconstruir o van remodelar entre 1760 i 1765, quan Muhammad era soldà.  :481-482  Les seccions meridionals del palau devien completar-se abans del 1760. El palau en conjunt es va acabar en la dècada dels 1760. Hi ha proves, però, que Muhammad va continuar realitzant obres més tard en el seu regnat i que va recórrer a artesans europeus per a molts elements. :481-482 
Fins a la fi del segle xix i començament del XX, la qasba continuava sent el centre del poder de Marràqueix. Els ministres del govern se'n construïren palaus i mansions a prop en aquest període. El més famós n'és el Palau de la Baiya, convertit més tard en Palau Reial. Els Jardins d'Agdal també es van mantenir i replantar en el segle xix, amb nous pavellons reials a l'interior i noves fortificacions al costat oest.

### Laqasbaen l'actualitat
Hui, la qasba ja no és un barri restringit i gran part n'és accessible al públic. Es troba al costat sud de la medina principal. Les seccions occidentals estan reblertes de barris residencials. A la banda oriental continua sent el Palau Reial (Dar al-Makhzen) del rei del Marroc, prohibit al públic. Al nord del palau es troben les restes del monumental Palau El Badi.
A la zona nord-oest se'n troba la mesquita aljama original de la ciutadella, la Mesquita de la Qasba (també coneguda com a Mesquita Mansuriyya i Mesquita de Mulay al-Yazid), que continua activa i és accessible als musulmans. A la cruïlla entre les muralles de la medina i les de la qasba, hi ha l'antiga porta principal, Bab Agnaou.
Entre la mesquita, a l'oest, i els palaus del Badi i Dar al-Makhzen, a l'est, hi ha una zona que en el seu moment formava part del Palau Reial o dels annexos, i hui l'ocupen barris residencials. La forma i el traçat d'alguns carrers segueixen els antics murs del palau o altres estructures que ja no existeixen pas. El carrer principal de la qasba, que discorre si fa no fa de nord a sud entre la mesquita i el barri de Derb Chtouka, correspon a l'avinguda originària que unia les dues places assaraq en època almohade.
La qasba està flanquejada a l'est per l'antiga jueria de la ciutat, el Mellah. Al sud hi ha un altre barri creat en els últims segles, anomenat Bab Ahmar o Bab Hmar (dit així per una porta pròxima). A l'oest, hi ha un terreny en gran part obert. Al sud es troben els extensos Jardins d'Agdal, envoltats per les seues murades que connecten amb les de la qasba. Entre aquests jardins i el Palau Reial hi ha mexuars (grans places tancades) que fan d'accés principal al Palau Reial.

### El Palau Reial
El Palau Reial de Marràqueix (conegut com Dar al-Majzén, 'Casa del Govern') s'utilitza com a residència reial oficial i està vedat al públic. Tot i que històricament el conjunt palatí abastava la major part de la qasba, ara ocupa un espai més limitat. Les actuals estructures i jardins del palau daten del període alauita, sobretot de l'època de Mulay Mohammed III, del segle xviii. El palau originari del XVIII estava disposat de manera regular i simètrica, reflectia una distribució a l'estil <i>riad</i>, però les construccions posteriors hi han afegit elements asimètrics.:482-483

#### Elsmexuars

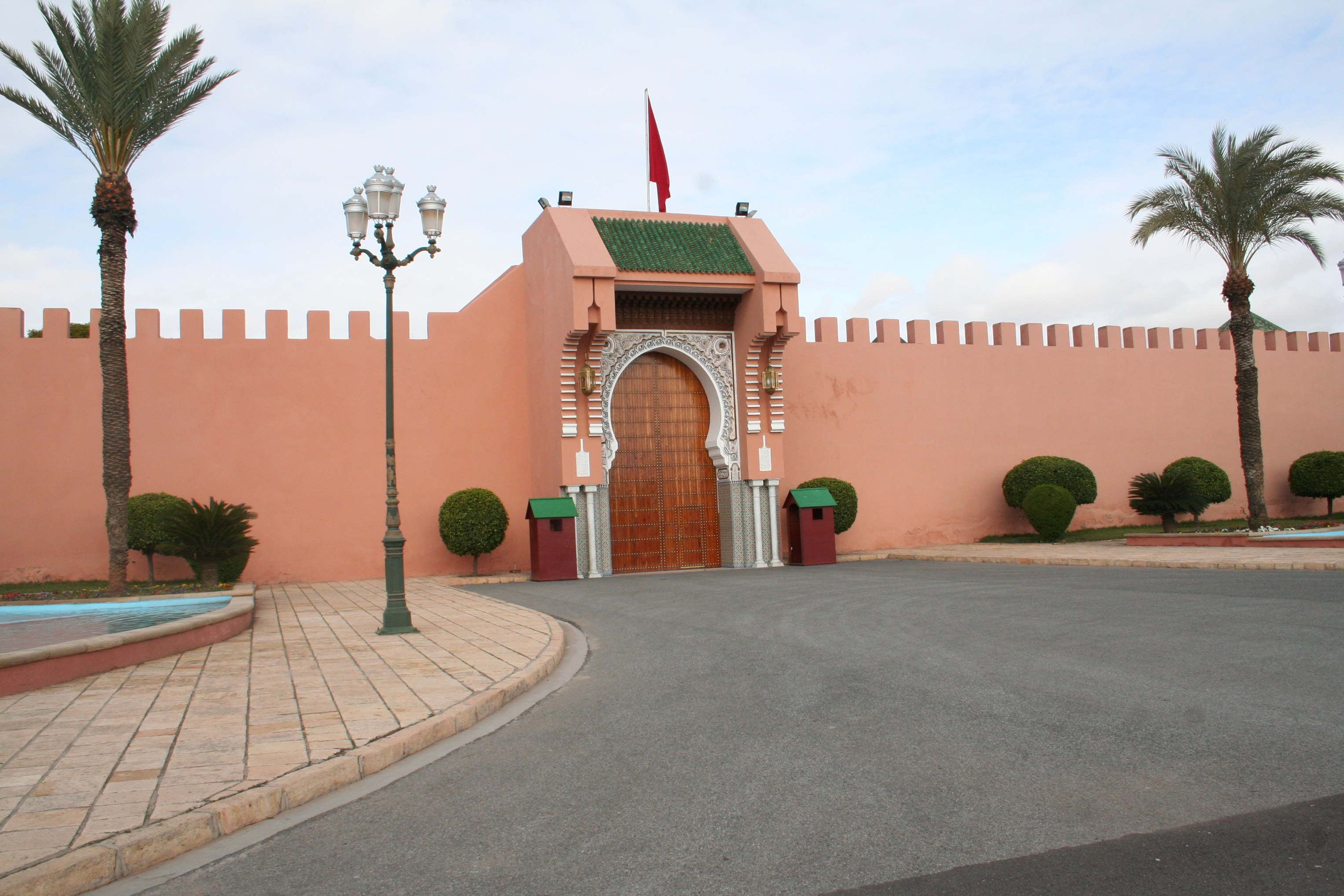
Bab al-Akhdar, la porta formal del Palau Reial, situada al mexuar interior

L'entrada principal del palau és pel sud. S'hi accedeix per una sèrie de patis emmurallats o places oficials conegudes com a mexuars (també meshwar), una característica comuna dels palaus reials tradicionals del Marroc. Ocupen un gran espai entre el palau, al nord, i els Jardins d'Agdal, al sud.
Als mexuars, disposats d'est a oest, s'accedeix per unes portes: la Bab Ahmar ('Porta Roja'; també s'escriu Bab Hmar) n'és la més notable perquè incorpora una gran caseta de vigilància i una terrassa que podria albergar artilleria.  :497  Darrere d'aquesta porta hi ha el barri del mateix nom i un carrer que corre cap a l'oest fins a Bab al-Furma, una porta que al seu torn condueix al Mexuar Exterior (també conegut com a Mechouar al-Barrani). És una gran plaça rectangular al sud dels barris de Mellah i Barrima.  :498  A l'oest d'aquest mexuar hi ha un altre de rectangular més estret, el mexuar interior (també anomenat mecouar al-Wastani). S'hi entra per l'est, per la porta Bab er-Rih. Al nord hi ha la porta principal oficial del palau, la Bab al-Akhdar. A l'oest hi ha una porta coneguda com Tla ou Habet  damunt de la qual un corredor protegit permetia l'accés entre el palau i els jardins d'Agdal, al sud.  :498  Aquesta porta condueix al Gran Mexuar (també anomenat Mecouar al-Awwali). Al cantó nord-est hi ha la porta Bab Bu Uqqaz, que dona accés al palau i s'emprava per a rebre ambaixadors o altres cerimònies. Una porta a l'oest d'aquest mexuar duu a un estret camí emmurallat que condueix a la porta més occidental d'aquesta zona, Bab Ighli, que marca l'escaire sud-oest de la qasba.:499

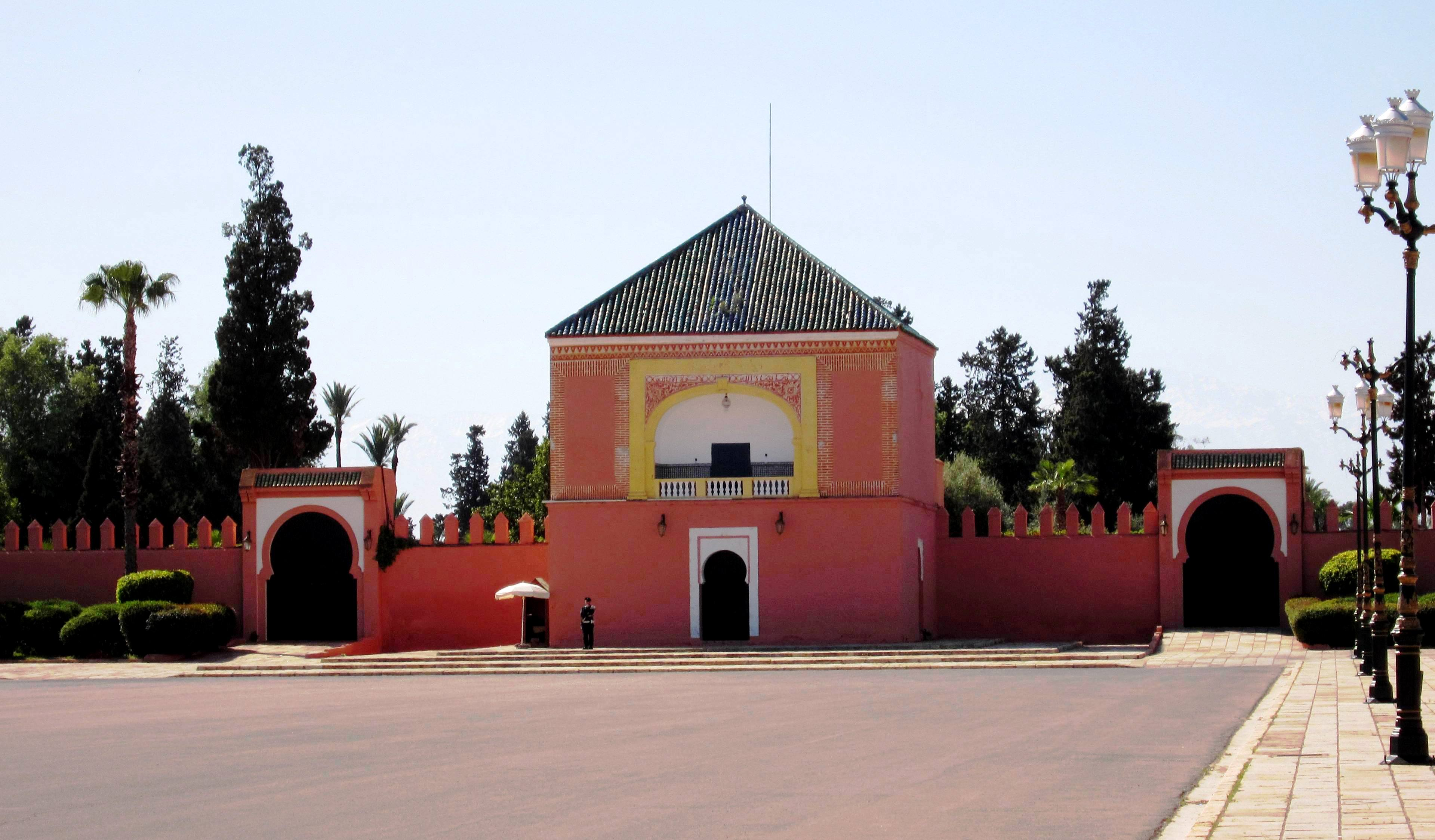
El Qubbat as-Suwayra ('Pavelló d'Essaouira), al sud del Gran Mexuar

Al sud del Gran Mexuar hi ha un menzeh (pavelló d'observació) conegut com Qubbat as-Suwayra ('Pavelló d'Essaouira'), dit així perquè es va finançar probablement amb els ingressos fiscals d'aquesta ciutat. Data del regnat de Mohammed III i es degué acabar a la dècada dels 1760, com la resta del palau. Aquest pavelló està edificat sobre el mur que separa el mexuar dels jardins. Els pesats pilars i murs del nivell del sòl sostenen una gran cambra quadrada a la part superior, decorada amb taulells de zellige i sostre de fusta pintada. Aquesta cambra dona accés a una loggia al nord que permetia al soldà observar les cerimònies en el mexuar. La loggia té un ampli arc a la façana els carcanyols del qual estan decorats amb arabescos florals, damunt del qual hi ha una inscripció àrab en roig. Al sud, la cambra també dona accés a una terrasseta oberta que permetia al soldà veure els jardins d'Agdal i les muntanyes de l'Atles al sud. És probable que el pavelló es construís amb l'ajut de picapedrers europeus. Si més no una font, citada per l'historiador Gaston Deverdun, afirma que l'arquitecte en fou enviat per Carles III de Castella a Mohammed III en senyal d'amistat.:499-500

#### Interior del palau

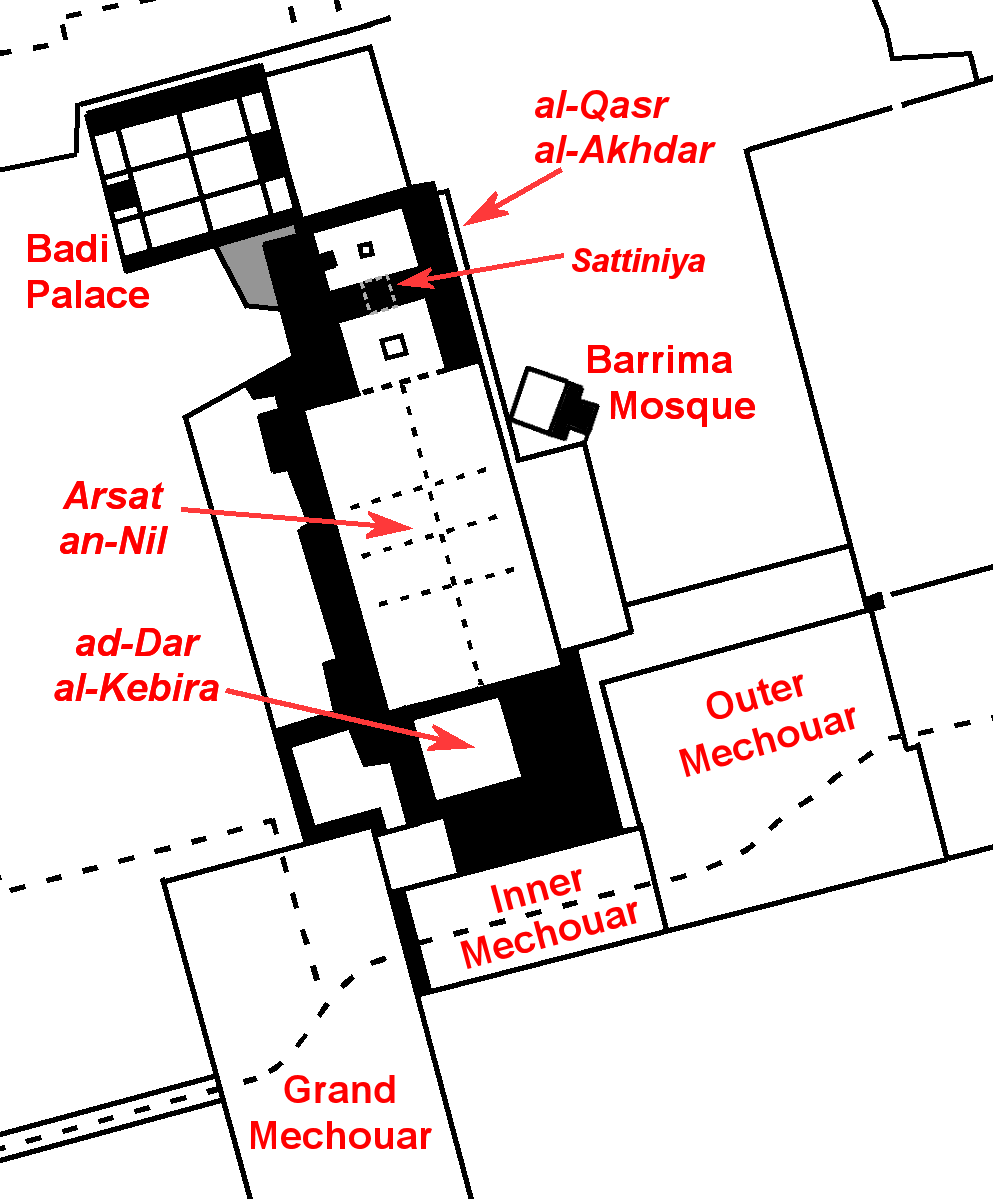

L'interior del palau consta de jardins i patis envoltats de cambres i pavellons. Està dominat pel major jardí de riad de Marràqueix, l'Arsat an-Nil ('Jardí del Nil'). Rep el nom del riu Nil, sembla que perquè fou plantat amb flora procedent d'Egipte. Té uns 130 x 70 m i està dividit per un camí nord-sud, que al seu torn està travessat per camins perpendiculars.  :283-284
Les estructures del palau es divideixen en dos grups: un al nord del jardí i l'altre al sud. Al llarg del costat oest del jardí hi ha una filera d'apartaments privats per al soldà, una petita mesquita i altres instal·lacions. Al costat est del jardí hi ha una porta que duu a la Mesquita Barrima, la mesquita oficial del palau construïda per Mulay Muhammad IV.
Les estructures del costat nord de l'Arsat an-Nil, conegudes com al-Qasr al-Akhdar ('el Palau Verd'), són al voltant de dos grans patis rectangulars. El pati nord, situat al sud-est del Palau El Badi, és el més senzill quant a la forma i té un bell pavelló de taulells de zellige enfront d'una font central. El perímetre del pati està envoltat de sales ricament decorades. El pati sud s'obri pel costat sud al Jardí Arsat an-Nil. Té un gran saló de recepcions conegut com a Sattiniya. Es distingeix per una gran teulada piramidal verd i l'interior ricament decorat. S'hi accedeix per un pòrtic de tres arcs, davant del qual hi ha un gran estany al bell mig del pati. Aquesta disposició simètrica general i l'obertura del pati al sud proporcionen una aproximació visualment grandiosa a la Sattiniya des dels jardins d'Arsat an-Nil. L'ala del costat est del pati era la residència del hàyib (camarlenc) del soldà, i la del costat oest incloïa instal·lacions com a cuines i magatzems. L'ala oest també està coronada per un belvedere (mirador) anomenat Menzeh ar-Radhi, amb vista al pati i al jardí.  :397 
L'estructura principal del costat sud de l'Arsat an-Nil es diu ad-Dar al-Kebira ('la Casa Gran'). Constava d'un gran pati al voltant del qual hi havia tres patis secundaris. Al pati principal s'accedia des del sud per unes portes, com ara la Bab al-Akhdar. Tot el conjunt era fortament simètric. Incloïa un estany hexagonal i les teulades verdes piramidals alineades amb l'eix central de l'Arsat an-Nil. Del segle xviii ençà se n'han afegit o modificat estructures i sales en aquesta zona, de manera que ara n'ha perdut la simetria. El seu gran pati és simètric i té dues sales amb sostres piramidals que s'enfronten en el seu eix est-oest; les estructures circumdants, però, tenen una disposició més irregular.  :484  :397 